# Baltis Vallis
A Baltis Vallis egy meanderező (kanyargó), „kiszáradt” csatornameder a Vénusz felszínén. 7000 kilométert is meghaladó hosszúságával felülmúlja a Nílust, és ezzel a leghosszabb ismert meder a Naprendszerben. Mivel azonban mindkét végét frissebb kéreganyag fedi be, eredeti hossza jelenleg nem ismert. Az 1–3 km széles medret valószínűleg láva olvaszthatta, illetve erodálhatta magának. A mélyedés alapvetően sík vidéken húzódik, ami a kiszáradás óta helyenként felredőződött: erre utal legalábbis, hogy a meder helyenként mindkét irányban dombnak felfelé fut.
A képződményt elsőként a Venyera–15 és 16-os szondák érzékelték, amelyek viszonylag durva, egy kilométeres felbontásuk ellenére több mint 1000 kilométert derítettek fel belőle.
A Vénusz felszíne a számtalan hasonló meder miatt igencsak szabdalt. Vonalvezetésük helyenként emlékeztet a földi meanderező folyóékra (ilyen például a szabályozás előtti Tisza), vagyis kanyarognak, valamint holtágak és elhagyott mederrészletek tarkítják őket, bár nem olyan gyakorisággal, mint a Földön. Az egykori lávaforrások helye több esetben bizonytalan, mert a medrek egyes szakaszait frissebb ömlenyek fedik be. A régebbi lávafolyamok a Holdéhoz hasonló tengerekből eredhettek, vagyis lávahozamuk tartós és bőséges lehetett.

## Fordítás
- Ez a szócikk részben vagy egészben  a   Baltis Vallis című angol Wikipédia-szócikk ezen változatának fordításán alapul.  Az eredeti cikk szerkesztőit annak laptörténete sorolja fel. Ez a jelzés csupán a megfogalmazás eredetét és a szerzői jogokat jelzi, nem szolgál a cikkben szereplő információk forrásmegjelöléseként.